# فرودگاه تالتئیلی نروز
فرودگاه تالتئیلی نروز (به انگلیسی: Taltheilei Narrows Airport) یک فرودگاه خصوصی است که یک باند فرود شن دارد و طول باند آن ۱۷۵۲ متر است. این فرودگاه در کشور کانادا قرار دارد و در ارتفاع ۱۸۸ متری از سطح دریا واقع شده‌است.